# 紀元前110年代
紀元前110年代（きげんぜんひゃくじゅうねんだい）は、西暦による紀元前119年から紀元前110年までの10年間を指す十年紀。

## できごと

### 紀元前110年
漢が閩越を植民地にした

### 紀元前112年
- ユグルタ戦争起きる（〜紀元前105年）。